# ناحية الحميدية
ناحية الحميدية إحدى نواحي سوريا تتبع إداريّاً لمحافظة طرطوس منطقة طرطوس ومركزها بلدة الحميدية، بلغ تعداد سكان الناحية 20,309 نسمة حسب التعداد السكاني لعام 2004.

## بلدات وقرى ناحية الحميدية
بني نعيم، البصيصة، الدكيكة، عين الزرقاء (منطار)، الحميدية، الجماسة، جويميسة، الخرابة، النورس، طيبة المهدي، زاهد، الزيادية (زبيدي).